# 三脉菝葜
三脉菝葜（学名：Smilax trinervula），为百合科菝葜属下的一个植物种。